# Virat Kohli
Virat Kohli (Hindi विराट कोहली; * 5. November 1988 in Delhi, Indien) ist ein indischer Cricketspieler, der mit 19 Jahren sein Debüt in der indischen Nationalmannschaft gab und ihr ehemaliger Kapitän ist. Mit dem indischen Team gewann er den Cricket World Cup 2011 und wurde beim ICC World Twenty20 2014 und 2016 als Spieler des Turniers ausgezeichnet. Er wurde 2018 als dritter Cricketspieler überhaupt mit dem Rajiv Gandhi Khel Ratna ausgezeichnet. ESPN listet ihn als einen der bekanntesten Sportler weltweit und 2018 wurde er von Time als einer der einhundert einflussreichsten Persönlichkeiten bestimmt.

## Kindheit und Ausbildung
Kohli wurde 1988 in Delhi in eine punjabische Hindu-Familie geboren. Sein Vater war Anwalt, seine Mutter Hausfrau und er hat zwei Geschwister. Mit neun Jahren wurde er in die neugegründete West Delhi Cricket Academy aufgenommen. Ab 2002 spielte er in der Delhi U15-Auswahl und wurde in seiner zweiten Saison ihr Kapitän. 2004 stieg er in die U17-Mannschaft Delhis auf und bestritt im Juli 2006 seine erste Tour mit der indischen U19-Nationalmannschaft in England. Im September des Jahres unternahm er mit der Mannschaft eine Tour in Pakistan. Sein First-Class Cricket-Debüt gab er als 18-jähriger im November 2006 für Delhi gegen Tamil Nadu. Im Dezember 2006 verstarb sein Vater, während Kohli in der Ranji Trophy gegen Karnataka spielte.
Die ICC U19-Cricket-Weltmeisterschaft 2008 in Malaysia gewann er mit dem indischen Team als deren Kapitän. Er konnte 235 Runs erzielen und war damit der drittbeste Batsman des Turniers. Dieser Erfolg ermöglichte ihm ein Border-Gavaskar Stipendium, um für sechs Wochen in Australien zu trainieren. Auch erhielt er einen Jugendvertrag in der Indian Premier League bei den Royal Challengers Bangalore.

## Zeit als Aktiver

### Beginn der internationalen Karriere
Im August 2008 wurde er erstmals überraschend für die Nationalmannschaft für die Tour in Sri Lanka nominiert. Dort hatte er beim ersten ODI mit 19 Jahren sein Nationalmannschafts-Debüt, da Sachin Tendulkar und Virender Sehwag die eigentlich als Eröffnungs-Batsman eingesetzt wurden verletzt waren. Während des vierten ODIs erzielte er mit 54 Runs sein erstes Fifty. Daraufhin wurde er, nachdem sich Shikhar Dhawan verletzt hatte für die India A-Mannschaft nominiert um eine inoffizielle Test-Serie in Australien zu spielen. Neben dieser Tour absolvierte er auch nationale Spiele, bevor er im November 2008 für die Tour gegen England nominiert wurde, auf der er nicht zum Einsatz kam. Dennoch bekam er von Seiten des indischen Verbandes BCCI einen Grade D-Vertrag und damit seinen ersten zentralen Vertrag. Für die folgende Tour in Sri Lanka wurde er nicht nominiert.
Wieder ins indische Team rutschte er für ein Drei-Nationen-Turnier in Sri Lanka im September 2009, dieses Mal auf Grund der Verletzung von Gautam Gambhir. Bei der folgenden ICC Champions Trophy 2009 ersetzte er Yuvraj Singh im indischen Team. Im letzten und unbedeutenden Gruppenspiel gegen die West Indies erzielte er 79* Runs und wurde erstmals als Man of the Match ausgezeichnet. Weiterhin tätig als Verletzungsersatz spielte er bei der einzelne Spiele bei der Tour gegen Australien im Oktober 2009 und wurde für die Tour gegen Sri Lanka nominiert. In den ersten beiden Spielen erzielte er 27 und 54 Runs, bevor er im dritten für den wiedergenesenen Yuvraj Singh weichen musste. Als dieser auf Grund einer Fingerverletzung dann endgültig ausfiel, erzielte Kohli im vierten Spiel mit 107 Runs sein erstes ODI-Century. Die Man of the Match Auszeichnung wurde in diesem Spiel zunächst an dessen Teamkollegen Gautam Gambhir gegeben, der 150 Runs erzielte. Dieser gab ihn jedoch an Kohli weiter, da er während des gemeinsamen 224 Run Partnership vom attackieren der Bowler durch Kohli profitierte. Beim Drei-Nationen-Turnier in Bangladesch im Januar 2010 konnte er gegen Bangladesch sein zweites Century (102* Runs) erzielen und wurde mit 275 Runs der beste Batsman des Turniers.

### Aufstieg in der Nationalmannschaft

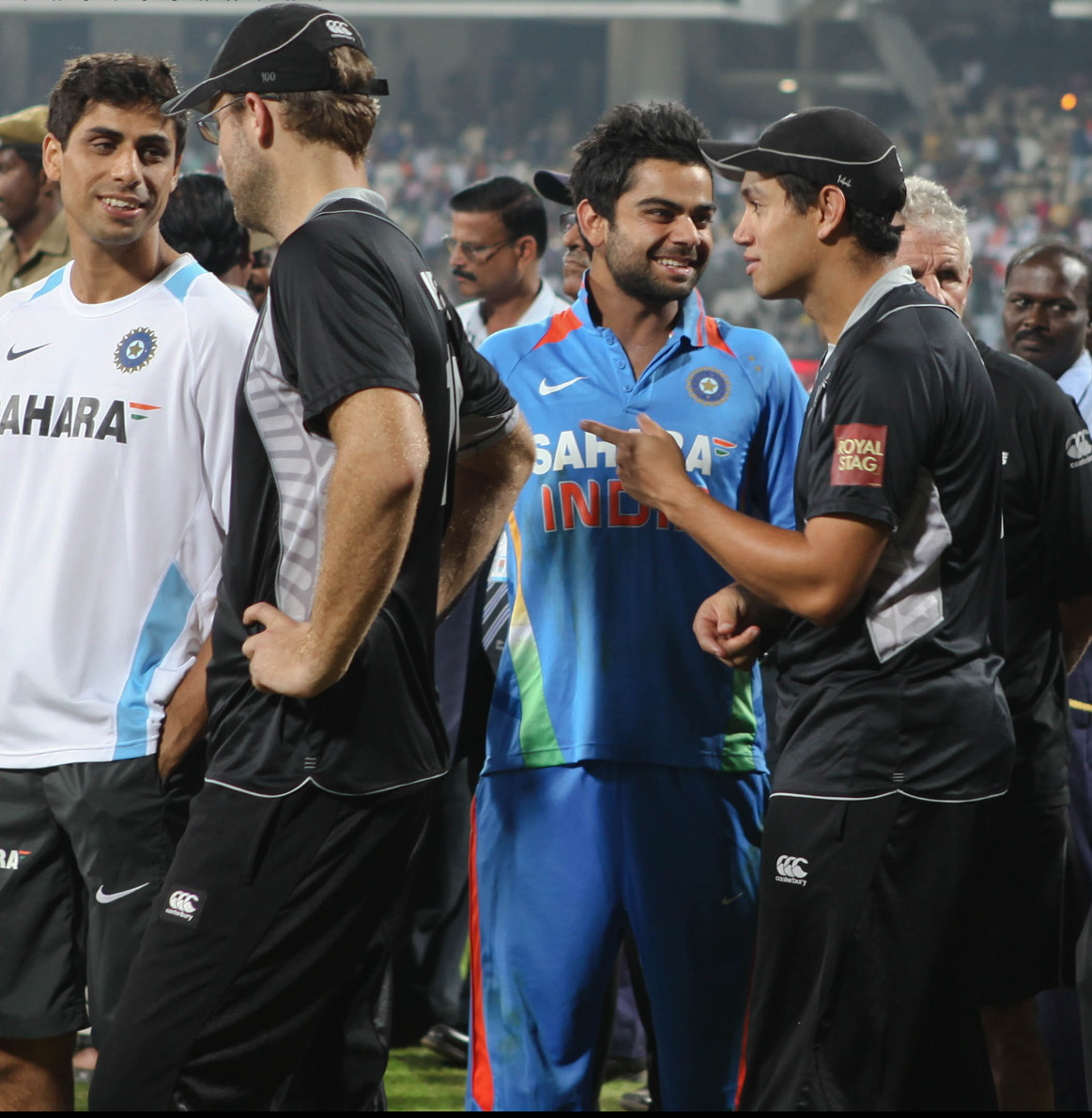
Kohli im Dezember 2010

Beim Drei-Nationen-Turnier in Simbabwe in 2010 wurde er zum Vize-Kapitän des Teams ernannt, auch weil zahlreiche andere etablierte Spieler des indischen Teams von einer Teilnahme absahen. In der nachfolgenden Tour in Simbabwe absolvierte er sein erstes Twenty20 International. Sein nächster Einsatz für die Nationalmannschaft war im Oktober 2010 gegen Australien, bei der er im zweiten ODI ein weiteres Century (118 Runs) erzielte. Dies kam, nachdem er nach nur mäßigen Leistungen in den Monaten zuvor sich unter erhöhtem Druck ausgesetzt fühlte. Bei der folgenden Tour gegen Neuseeland gelang ihm im ersten ODI ebenfalls ein Century (105 Runs). Die Leistungen in der Serie, mit zwei weiteren Fifties, halfen ihm sich in der Mannschaft endgültig zu etablieren, und sich so für die Weltmeisterschaft zu empfehlen. Eine überzeugende Leistung auf der Tour in Südafrika sicherte ihm dann den Platz im Team. Da er neben Suresh Raina nominiert wurde und beide um den gleichen Platz in der Batting Order konkurrierten, war klar, dass jeweils nur einer von ihnen für ein Spiel eingesetzt werden konnte.
In seinem ersten Spiel bei einer Weltmeisterschaft gegen Bangladesch erzielte er sein fünftes Century (100* Runs), dem ersten Inder dem das bei seinem Debüt gelang. Im weiteren Verlauf des Turniers erzielte er nur wenige Runs, die sich jedoch als entscheidend erwiesen. Ihm gelang gegen die West Indies ein weiteres Fifty (59 Runs) und im Finale gegen Sri Lanka war sein 83 Run Partnership mit Gambhir der Wendepunkt der die Mannschaft zum Weltmeistertitel führte. In der Indian Premier League wurde er von den Royal Challengers Bangalore als einziger Spieler in dieser Saison vor dem Draft geschützt und da sich Daniel Vettori verletzte, war er erstmals auch für einzelne Spiele Kapitän der Mannschaft.

### Erste Einsätze im Test-Team
Auf der Tour in den West Indies zeigte er in den ODIs Konstanz, unter anderem mit 81 und 94 Runs im zweiten und fünften ODI. Auch wurde er erstmals für eine Test-Serie bei dieser Tour nominiert. Er absolvierte sein Test-Debüt in Kingston beim ersten Test, konnte jedoch während der Serie nicht überzeugen, da er unerwarteter Weise Probleme mit den kurz-gebowlten Bällen der West Indies hatte. So schied er in drei seiner fünf Innings durch Bälle von Fidel Edwards aus und erzielte in drei Spielen nur 75 Runs. Daraufhin wurde er zunächst aus dem Test-Kader wieder gestrichen. Jedoch wurde er nach einer Verletzung von Yuvraj Singh für die Tour in England 2011 nachnominiert, blieb jedoch in der Test-Serie ohne Einsatz. In der ODI-Serie zeigte er zunächst nur mäßigen Erfolg, konnte jedoch im letzten Spiel mit 107 Runs ein Century erzielen. Da er zu diesem Zeitpunkt auch für sein Temperament und Lebensstil außerhalb des Platzes bekannt war, wurde ihm diese Leistung als Reifung, in einer Zeit in der andere straucheln, ausgelegt.
Bei der folgenden Tour Englands in Indien der Saison 2011/12 konnte er im zweiten ODI ein Century (112* Runs) erzielen und 86 Runs im vierten ODI der Serie. Diese Leistungen ermöglichten ihm ein weiteres Mal für die Test-Serie gegen die West Indies nominiert zu werden, da er den Vortritt vor Suresh Raina erhielt. Dort kam er im letzten Spiel zum Einsatz und erzielte in beiden Innings ein Fifty von 52 Runs, wobei das erste das Follow-On vermied. Es war erst das zweite Spiel überhaupt, das in einem Unentschieden endete. In der ODI-Serie erzielte er ein weiteres Century (117 Runs), das seinen Ruf untermauerte, ein Experte für die Jagd zu sein.
Auf der Tour in Australien war Kohli wieder im Test-Team. Während er in den ersten beiden Spielen nur schwach am Schlag agierte erhielt er beim zweiten Test auf Grund einer beleidigenden Geste zum Publikum mit einer Geldstrafe belegt. Im vierten und letztem Test gelang ihm mit 116 Runs sein erstes Test-Century, auch wenn dies nicht reichte, um Indien vor der Niederlage zu bewahren. Bei der nachfolgenden Commonwealth Bank Series 2011/12 war er wieder der wichtigste Schlagmann der indischen Mannschaft, und erzielte unter anderem ein Century (133* Runs) in einem Vorrundenspiel gegen Sri Lanka. Dennoch schied Indien in der Vorrunde aus.

### Etablierung im Team

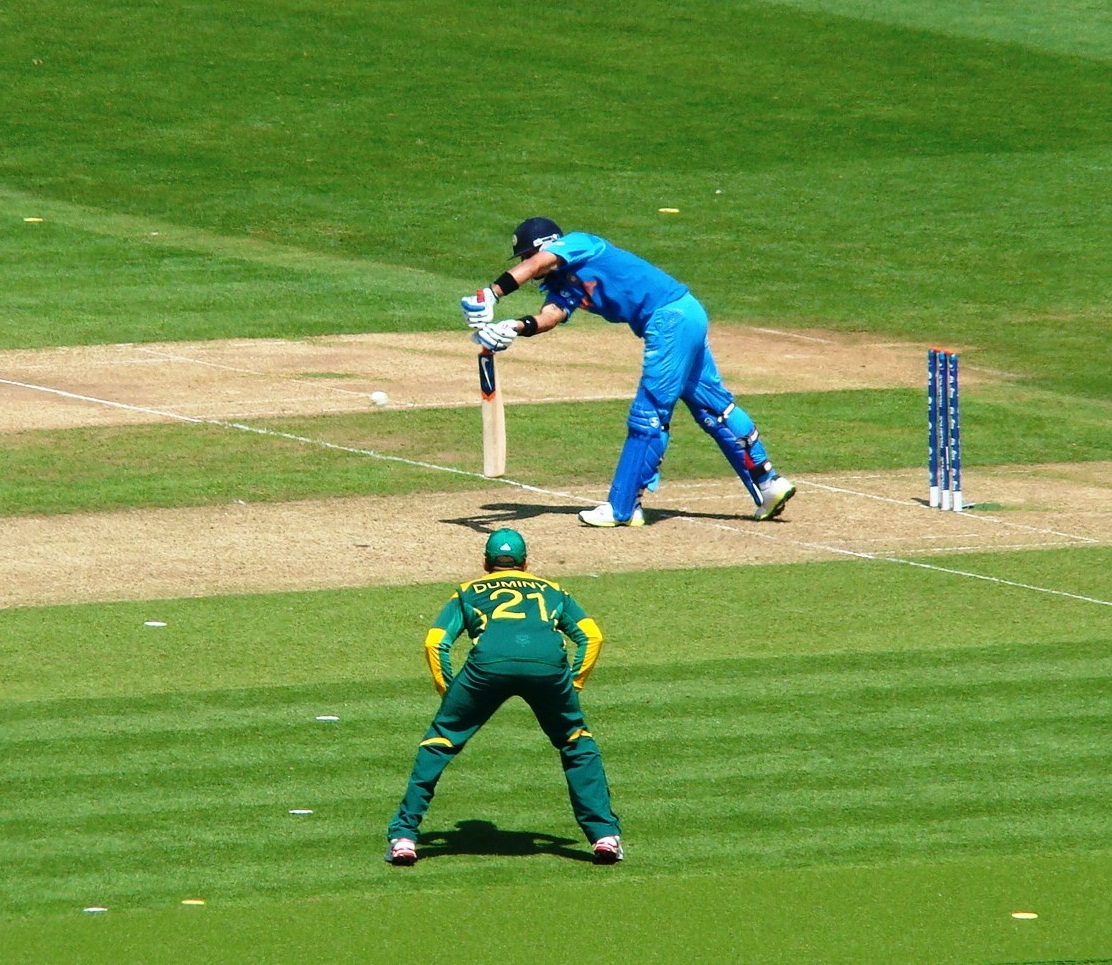
Kohli bei der Champions Trophy 2013

Für den Asia Cup 2012 wurde er zum Vize-Kapitän des ODI-Teams ernannt, auch mit dem Hinblick dahin ihn zum zukünftigen Kapitän des indischen Teams zu entwickeln. Gegen Sri Lanka gelang ihm mit 108 Runs sein erstes Century des Turniers. Sein zweites kam gegen Pakistan, wo er 183 Runs aus 148 Bällen erzielte die mit 330 Runs die bis dahin höchste erfolgreiche Jagd Indiens einleiteten. Auch hier schied Indien in der Vorrunde aus. Im Sommer 2012 bestritt er bei der Tour in Sri Lanka abermals die ODI-Serie und erzielte mit 106 und 128* Runs zwei Centuries und wurde Spieler der Serie. Bei der folgenden Heimtour gegen Neuseeland erzielte er sein zweites Test-Century (103 Runs) im zweiten Test in Bangalore. Beim ICC World Twenty20 2012 konnte er zwei Fifties gegen Afghanistan (50 Runs) und Pakistan (78 Runs) erzielen und wurde vom Weltverband ins Team des Turniers gewählt. In der Saison 2012/13 spielte er zunächst schwächer. Gegen England dauerte es bis zum vierten und letztem Test, bis er mit einem Century (103 Runs) einen Eindruck machen konnte. Einen weiteren Test-Century (107 Runs) konnte er gegen Australien erzielen. Da die Leistung in dieser Serie wieder besser wurde, konnte er sich im Test-Team behaupten. In der IPL wurde er ab dieser Saison fester Kapitän der Royal Challengers Bangalore.
Bei der ICC Champions Trophy 2013 konnte er mit durchschnittlichen Leistungen in der Vorrunde zunächst sicherstellen, dass Indien seine Vorrundenspiele gewann. Im Halbfinale gegen Sri Lanka erzielte er mit 58* Runs ein Fifty. Im Finale, das auf 20 Over reduziert wurde, konnte er mit 43 Runs die beste Leistung der indischen Mannschaft gegen England aufzeigen und sorgte damit für den Gewinn des Turniers für Indien.

### Erste Einsätze als ODI-Kapitän
Bei einem Drei-Nationen-Turnier in den West Indies nach der Champions Trophy übernahm Kohli erstmals die Kapitänsrolle für das ODI-Team. MS Dhoni hatte sich während des ersten ODIs verletzt und so fiel Kohli diese Rolle bis zum Ende des Turniers zu. Im zweiten ODI für Indien erzielte er mit 102 Runs gegen die West Indies ein weiteres Century. Da Dhoni wie andere Spieler bei der Tour in Simbabwe geschont wurden, war Kohli dort abermals Kapitän. Im ersten ODI erzielte er ein Century (115 Runs) und leitete so den ersten 5:0-Auswärts-Serien-Gewinn der indischen Geschichte ein.
Bei der Tour gegen Australien in der Saison 2013/14 erzielte er zwei Centuries (100* und 115* Runs) und war damit mit 112 Innings derjenige Batsman der am schnellsten zu 17 ODI-Centuries kam. In dessen Folge wurde Kohli erstmals als bester Batsman vom Weltverband geführt. Bei der folgenden Tour gegen die West Indies egalisierte er den Rekord von Viv Richards für die wenigsten Innings (114) um 5000 ODI-Runs zu erzielen.
Zu Beginn der Tour in Südafrika zeigte er zunächst enttäuschende Leistungen in der ODI-Serie. In der Test-Serie spielte er erstmals an Nummer 4 in der Batting Order, den Platz den zuvor Sachin Tendulkar innehatte, der nun zurückgetreten war. Im ersten Test der Serie erzielte er dann 119 und 96 Runs. In Neuseeland erzielte er sowohl ein Century in den ODIs, als auch bei den Tests.
Zum Asia Cup in Bangladesch hatte sich Dhoni abermals verletzt und Kohli übernahm wieder die Kapitänsrolle. Er startete zwar mit einem Century (136 Runs) im ersten Spiel gegen Bangladesch, jedoch schied das Team nach Niederlagen gegen Sri Lanka und Pakistan aus. Beim direkt im Anschluss ausgetragenen ICC World Twenty20 2014 war Dhoni wieder dabei. Beim Turnier, bei dem Indien bis ins Finale vorstieß, konnte Kohli 319 Runs erzielen und wurde als Spieler des Turniers ausgezeichnet.
Der Sommer 2014 war von der Tour in England geprägt. Dort fiel sein Wicket in fünf Tests vier Mal bei Bällen von James Anderson und die Presse kritisierte ihn scharf. Im Oktober 2014 bei der Tour gegen die West Indies konnte er die Schwächeperiode überwinden und im vorentscheidenden 4. ODI ein Century (127 Runs) erzielen. Bei der anschließenden Tour gegen Sri Lanka war er wieder Kapitän und erzielte im 5. ODI ein weiteres Century (139 Runs).

### Aufstieg zum Test-Kapitän

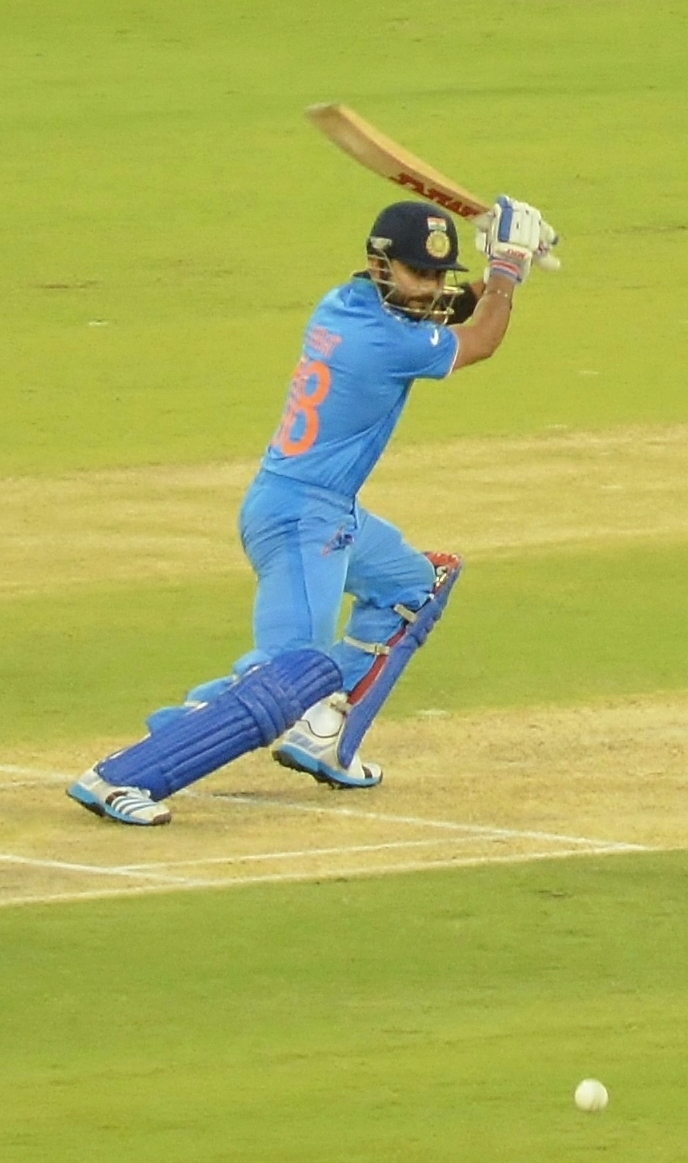
Kohli beim Cricket World Cup 2015

Den ersten Einsatz als Kapitän des Test-Teams hatte er auf der Tour in Australien, nachdem sich Dhoni abermals verletzt hatte. Im ersten Test erzielte er sowohl ein Century im ersten (115 Runs), als auch im zweiten Innings (141 Runs) und war damit der vierte Inder dem ein Century beim Kapitäns-Debüt gelang. Im Verlauf der Tour, konnte Dhoni zunächst wieder teilnehmen, trat jedoch vom Test-Cricket vor dem letzten Test zurück. Daraufhin wurde Kohli zum permanenten Test-Kapitän der indischen Mannschaft ernannt. Auf der Tour erzielte er noch zwei weitere Centuries (169 Runs und 147 Runs).
Die weitere Vorbereitung für den im Februar und März stattfindenden Cricket World Cup 2015 in Australien verlief nicht positiv, da er die Form aus den Tests nicht in die ODIs überführen konnte. Bei der Weltmeisterschaft gelang ihm im ersten Spiel gegen Pakistan ein Century (107 Runs). Während es ihm gelang in der Gruppenphase für sein Team auch weiterhin Runs zu liefern, scheiterte er im Viertelfinale gegen Bangladesch (3 Runs) und dem Ausscheiden im Halbfinale gegen Australien (1 Run) dabei.
Bei der Tour in Bangladesch setzte sich seine Formkrise fort. Überwinden konnte er diese bei der für den Sommer abschließenden Tour in Sri Lanka als er im ersten Test mit 103 Runs ein Century erzielte und durch den 2–1 Gewinn der Serie seinen ersten Gewinn einer Tour als Test-Kapitän feiern konnte. Auf der Tour gegen Südafrika in 2015/16 erzielte er seinen 1000. Run im Twenty20-Format und ein entscheidendes Century von 138 Runs im vierten ODI das dazu beitrug die Serie zum Remis zu führen. In der folgenden Limited-Overs-Tour in Australien konnte er zwei Centuries (117 und 106 Runs) in den ODIs, sowie zwei weitere Fifties dort und drei Fifties in den drei Twenty20-Spielen. Als Kapitän führte er das Test-Team zu einem 3:0-Sieg.
Beim Asia Cup 2016, der im Twenty20-Format ausgetragen wurde, hatte er auch entscheidenden Anteil am Gewinn Indiens, auch wenn er beim Spiel gegen Pakistan eine Geldstrafe erhielt, da er offenen Dissent mit dem Schiedsrichter zeigte. Beim ICC World Twenty20 2016 wurde er zum Spieler des Turniers bestimmt, nachdem er drei Fifties und 273 Runs in den fünf Spielen, die er spielte bestritt. Indien schied im Halbfinale gegen die West Indies aus.

### Zum Kapitän in allen drei Formaten
Bei der Tour in den West Indies im Sommer 2016 gelang ihm im ersten Test im ersten Innings mit 200 Runs sein erstes Double-Century. Gegen Neuseeland zu Beginn der Saison 2016/17 konnte er dieses wiederholen, als er im dritten Test 211 Runs erzielte. Der 3:0-Sieg in der Test-Serie dort etablierte Indien an der Spitze der ICC Test Championship. Seine Form hielt an, und so erzielte er sowohl gegen England mit 235 Runs, als auch gegen Bangladesch mit 204 Runs jeweils ein Double-Century. Mit vier Double-Centuries in vier aufeinanderfolgenden Serien erzielte er einen Rekord.
Zu Beginn des Jahres 2017 trat Dhoni als Limited-Overs-Kapitän zurück und Kohli übernahm dessen Rolle. Sein erstes ICC-Turnier als Kapitän bestritt er bei der ICC Champions Trophy 2017. Er erreichte mit dem Team das Finale, unterlag dort jedoch gegen Pakistan, wobei Kohli bei 5 Runs stehend im dritten Over gegenüber dem Bowler Mohammad Amir zunächst Glück hatte das der Ball fallen gelassen wurde, bevor er im nächsten Ball durch Shadab Khan gefangen wurde.
Auf den folgenden Touren auf den West Indies (111* Runs) konnte er ein und in Sri Lanka zwei (131 Runs und 110 Runs) ODI-Centuries erzielen. Auf der Tour in Neuseeland 2017/18 absolvierte er sein 200. ODI und hatte zu diesem Karrierezeitpunkt mit 8888 Runs und einem Durchschnitt von 55.55 Runs pro Wicket die beste Statistik als Batsman. Daraufhin wurde eine Heim-Serie gegen Sri Lanka absolviert. Dort gelang ihm im ersten Test ein Century (104* Runs) und im zweiten und dritten Test jeweils ein Double-Century (213 und 243 Runs). Bei den ICC Awards, wurde er für 2017 zum Kapitän der Test und ODI-Teams des Jahres gewählt, eine Auszeichnung, die er von da an drei Jahre in Folge bekommen sollte.
Das Jahr 2018 begann mit einer Tour in Südafrika. Während die Test-Serie der Tour für Kohli nur mäßig verlief, konnte er bei der ODI-Serie mit 558 Runs einen Rekord für eine bilaterale ODI-Serie aufstellen. Dabei gelangen ihm drei Centuries (112, 160* und 129* Runs). Im Sommer 2018 Stand eine Tour in England im Mittelpunkt. Zur besseren Vorbereitung unterzeichnete er einen Vertrag für die County Championship bei Surrey, erlitt im Vorhinein jedoch eine Nackenverletzung und musste vom Vertrag zurücktreten. Bei der Tour selbst konnte er vor allem in der Test-Serie überzeugen, in der er zwei Test-Centuries von 149 und 103 Runs erzielte.
Zu Beginn der Saison 2018/19 bei der Tour gegen die West Indies erzielte er sein 10.000 ODI-Run. Er war der 13. Spieler dem das gelang und auch derjenige der das mit der niedrigsten Anzahl an absolvierten Innings (205) erreichte. Der zweitplatzierte in dieser Statistik, Sachin Tendulkar benötigte dafür 259 Innings. Bei der Tour erzielte er drei ODI-Centuries (140, 157* und 107 Runs) und ein weiteres Test-Century (139 Runs). Bei der anschließenden Tour in Australien konnte er ein weiteres Test- und ODI-Century erzielen, bei der Tour Australiens in Indien zwei ODI-Centuries.
Der im Sommer stattfindende Cricket World Cup 2019 in England war Kohli's dritte Weltmeisterschaft und erste als Kapitän. So konnte er zwar in fünf Spielen jeweils ein Fifty erzielen, schied jedoch im Halbfinale gegen Neuseeland schon mit 1 Run aus und auch seine Mannschaft konnte das Spiel nicht gewinnen. Die Saison 2019/20 startete mit einer Tour gegen Südafrika und beinhaltete seinen 50. Test als Kapitän. In diesem Spiel erzielte er ein Double-Century von 254* Runs. Gegen Bangladesch gelang ihm sein 70. Karriere-Century und sein 5.000 Test-Run. Auf Touren gegen Australien (78 und 89 Runs) und in Neuseeland (51 Runs) konnte er drei Half-Centuries erzielen, bevor es kurz darauf zur COVID-19-Pandemie kam, die internationale Partien stark beschränkten.

### Rücktritt als Kapitän
Nachdem in der Saison 2020/21 wieder gespielt werden konnte, reiste er auf der Tour in Australien nach dem ersten Test auf Grund der absehbaren Geburt seines ersten Kindes ab. Zuvor hatte er bei der Tour vier Half-Centuries erzielt, zwei in den ODIs (89 und 63 Runs) und jeweils einen im Test (74 Runs) und in den Twenty20s (85 Runs). Im März 2021 war er gegen England wieder im Team und konnte alle drei Serie gewinnen, wobei er selbst sieben Half-Centuries erzielte. Im Sommer verlor er mit dem Team das Finale der ICC World Test Championship 2019–2021 gegen Neuseeland. Auf der anschließenden Tour in England konnte er mit dem Team die um ein Spiel gekürzte Test-Serie 2–1 gewinnen und dabei zwei Half-Centuries (55 und 50 Runs) erzielen. Zu diesem Zeitpunkt kamen seine Leistungen unter Kritik, da er in zwei Jahren kein Century erzielt hatte und sein aggressive Stil als Kapitän Fragen aufwarf. Dies wurde vor allen Dingen deutlich nachdem ihm Ajinkya Rahane bei der Tour in Australien vertreten hatte, und dieser erfolgreich einen im Kontrast zu Kohli ruhigen Stil demonstrierte.
Beim ICC Men’s T20 World Cup 2021 konnte im Auftaktspiel gegen Pakistan ein Fifty über 57 Runs erzielen, verlor jedoch das Spiel. Nach einer weiteren Niederlage gegen Neuseeland schied man danach in der Super-12-Runde aus. Nach dem Turnier trat er wie er vorher angekündigt hatte vom Amt des Twenty20-Kapitäns zurück. Bei der folgenden Tour gegen Neuseeland verpasste er einen Test und die Twenty20-Serie. Vor der Tour in Südafrika setzten die Selektoren Kohli auch als ODI-Kapitän ab und ersetzten ihn durch Rohit Sharma, der auch seine Twenty20-Kapitänsrolle übernahm. Nach der Niederlage in der Test-Serie gegen Südafrika erklärte er nach acht Jahren auch seinen Rücktritt als Test-Kapitän. Jedoch verblieb er weiter im Team.
Das Jahr 2022 war weiterhin von Twenty20-Spielen dominiert. Ein Fifty gegen die West Indies im Februar (52 Runs) legte dabei die Grundlage. Im August fand der Asia Cup 2022 statt, bei dem ihm zwei Fifties gegen Hongkong (59* Runs) und Pakistan (60 Runs) gelange, bevor er gegen Afghanistan ein Century über 122* Runs aus 61 Bällen erreichte. Es sollte sein einziges Century im internationalen Twenty20-Cricket bleiben. Vor der Weltmeisterschaft erreichte er dann ein weiteres Fifty (63 Runs) gegen Australien. Beim ICC Men’s T20 World Cup 2022 folgten dann je ein Fifty gegen Pakistan (82* Runs), die Niederlande (62* Runs) und Bangladesch (64* Runs) in der Zwischenrunde. Bei der Halbfinal-Niederlage gegen England erzielte er dann noch ein weiteres (50 Runs).

### Gewinn der Twenty20-Weltmeisterschaft
Nach dem Turnier erzielte er in einer ODI-Serie in Bangladesch ein Century über 113 Runs aus 91 Bällen, bevor ihm bei einer ebensolchen gegen Sri Lanka zwei weitere (113 (87) und 166* (110)) gelangen. Bei der Serie gegen Sri Lanka wurde er als Spieler der Serie ausgezeichnet. Im März 2023 folgte eine Tour gegen Australien, wo er zunächst ein Century über 186 Runs aus 364 Bällen im vierten Test erzielte und dafür als Spieler des Spiels ausgezeichnet wurde. In den ODIs der Tour gelang ihm dann ein weiteres Fifty (54 Runs). Im Juni unterlag er dann erneut mit dem Team im Finale der ICC World Test Championship 2021–2023 gegen Australien. In der folgenden Test-Serie in den West indies konnte er dann ein weiteres Century über 121 Runs aus 206 Bällen erreichen. Beim im September stattfindenden Asia Cup 2023 folgte dann ein Century über 122* Runs aus 94 Bällen gegen Pakistan. In der Vorbereitung für die kommende Weltmeisterschaft erreichte er dann noch ein Mal ein Fifty (56 Runs) gegen Australien.
Den Cricket World Cup 2023 begann er dann mit je einem Fifty gegen Australien (85 Runs) und Afghanistan (55* Runs). Gegen Bangladesch erzielte er dann ein Century über103* Runs aus 97 Bällen, wofür er ausgezeichnet wurde. Nach zwei weiteren Fifties gegen Neuseeland (95 Runs) und Sri Lanka (88 Runs), konnte er erneut ein Century über 101* Runs aus 121 Bällen gegen Südafrika erreichen, bevor er die Vorrunde mit einem weiteren Fifty über 51 Runs gegen die Niederlande abschloss. Im Halbfinale gegen Neuseeland gelang ihm dann erneut ein Century über 117 Runs aus 113 Bällen, womit er das Team ins Finale führte. Im Finale gegen Australien steuerte er ein Fifty über 54 Runs bei, was jedoch nicht zum Titelgewinn ausreichte. Für seine insgesamt 765 Runs wurde er als Spieler des Turniers ausgezeichnet.
Nach dem Turnier erreichte er in ersten Test in Südafrika ein weiteres Fifty (76 Runs). Beim ICC Men’s T20 World Cup 2024 konnte er zunächst nicht herausragen, jedoch erzielte er im Finale gegen Südafrika das entscheidende Fifty über 74 Runs und wurde beim Titelgewinn als Spieler des Spiels ausgezeichnet. Nach dem Turnier verkündet er seinen Rückzug vom internationalen Twenty20-Cricket.

### Gewinn der Champions Trophy und Test-Rückzug
Fokussierend auf die längeren Formate, gelang ihm in der Test-Serie gegen Neuseeland im Oktober 2024 im ersten Spiel ein Fifty über 70 Runs. Im November folgte dann noch ein weiteres Test-Century über 100* Runs aus 143 Bällen bei der Tour in Australien. Im weiteren Verlauf der Saison erreichte er ein Fifty über 52 gegen England, bevor die ICC Champions Trophy 2025 folgte. Dort wurde er beim Vorrundensieg gegen Pakistan nach einem Century über 100* Runs aus 111 Bällen als Spieler des Spiels ausgezeichnet. Auch im Halbfinale wurde er ausgezeichnet, als er ein Fifty über 84 Runs beim Sieg gegen Australien beisteuern konnte. Im Finale setzte sich Indien dann gegen Neuseeland durch und sicherte sich den Titel. Im Mai erklärte er dann seinen Rücktritt vom Test-Cricket.

## Technik
Kohli hat über seine Karriere hinweg seine Technik angepasst. Grundsätzlich spielt er eine klassische Spielweise, konnte aber immer wieder seine Schwachstellen ausmerzen. So gelang es ihm, nachdem er auf englischen Boden in 2014 dem Swing-Bowling von James Andersson wiederholt zum Opfer fiel, sich darauf besser einzustellen. In der Folge verdoppelte sich sein Batting-Average gegen Swing-Bowling in den folgenden Saisons. Er ist in der Lage, eine hohe Geschwindigkeit mit dem Schläger zu erreichen und gleichzeitig eine hohe Flexibilität aus dem Handgelenken zu erzeugen.

## Auszeichnungen
Er wurde 2013 mit dem Arjuna Award und 2017 mit dem Padma Shri ausgezeichnet. In 2018 wurde er als dritter Cricketspieler überhaupt mit dem Rajiv Gandhi Khel Ratna, der höchsten Sportauszeichnung Indiens ausgezeichnet. Im Jahr 2020 wurde er vom Weltverband als Cricketspieler der Dekade ausgezeichnet.

## Popularität und Rezeption
Virat Kohli erfährt in seiner Heimat Indien, aber auch darüber hinaus eine enorme Popularität. So wurde er von ESPN in 2016 als der im Ranking der weltweit populärsten Sportler auf Platz 8 geführt. Dies wirkt sich auch auf seinen Marktwert aus, der von Forbes in 2017 auf 14,5 Millionen Dollar geschätzt wurde. Er war nach dieser Rangliste der siebt-wertvollste Sportler der Welt. In 2017 hatte er 17 Werbeverträge. Laut Forbes war er 2017 der 83. und 2018 der 100. bestverdienende Sportler der Welt. Sein Einkommen wurde auf 25 Millionen Dollar geschätzt, davon 21 Millionen Dollar aus Werbeverträgen.
2018 wurde er von Time als einer der einhundert einflussreichsten Persönlichkeiten bestimmt. Im Dezember 2021 war Virat Kohli der meistverfolgte Cricketspieler auf Instagram.
Sein Stil als Kapitän galt als aggressiv und teilweise wurde er kritisiert, dass es ihm dabei nicht nur um das Gewinnen eines Spieles geht, sondern auch darum den Gegner zu demütigen. Kohli sieht die Aggressivität als die Annahme von Herausforderungen und beschreibt das herangehen an diese mit Optimismus und Positivität als repräsentativ für das „neue“ Indien.

## Privates
Kohli ist seit 2017 mit der Bollywood-Schauspielerin Anushka Sharma verheiratet. Im Januar 2021 wurde er Vater einer Tochter im Februar 2024 Vater eines Sohnes.